# Václav Brabec-Baron
Václav Brabec-Baron (19. prosince 1906 Kročehlavy – 13. října 1989) byl český fotbalový obránce a reprezentant Československa.

## Sportovní kariéra
Začínal v SK Kročehlavy. V roce 1928 přestoupil do Bohemians Praha, kde do konce sezony 1928/1929 vstřelil 5 gólů. V sezóně 1929/1930 hrál za AC Sparta Praha a nastoupil i k jedinému reprezentačnímu utkání při prohře 2:4 s Itálií v Bologni. Od sezony 1930/31 do 1932/33 působil v SK Náchod, dále hrál za Bohemians, francouzský Olympique Ales, znovu za Bohemians a za SK Kladno.

## Ligová bilance
| Ročník                      | Zápasy | Góly | Klub            |
| --------------------------- | ------ | ---- | --------------- |
| Středočeská 1. liga 1928/29 | 1      | 0    | AC Sparta Praha |
| Středočeská 1. liga 1928/29 | 9      | 4    | AFK Vršovice    |
| 1. asociační liga 1929/30   | 6      | 3    | AC Sparta Praha |
| 1. asociační liga 1930/31   | 6      | 1    | SK Náchod       |
| 1. asociační liga 1931/32   | 16     | 7    | SK Náchod       |
| 1. asociační liga 1932/33   | 2      | 1    | SK Náchod       |
| 1. asociační liga 1932/33   | 12     | 2    | AFK Bohemians   |
| 1. asociační liga 1933/34   | 11     | 3    | AFK Bohemians   |
| Ligue 1 1934/35             | 1      | 0    | Olympique Alès  |
| Státní liga 1934/35         | 7      | 1    | AFK Bohemians   |
| Státní liga 1934/35         | 1      | 0    | SK Kladno       |
| CELKEM                      | 72     | 22   |                 |